# Fiodor Szynkarienko
Fiodor Iwanowicz Szynkarienko (ros. Фёдор Иванович Шинкаренко, ur. 4 lutego?/17 lutego 1913 we wsi Nowonikołajewka obecnie w obwodzie rostowskim, zm. 23 kwietnia 1994 w Monino) – radziecki wojskowy, generał pułkownik lotnictwa, Bohater Związku Radzieckiego (1940).

## Życiorys
Do 1931 skończył 7 klas szkoły w mieście Azow, później pracował jako ślusarz w Rostowie nad Donem, od września 1932 służył w armii, w 1933 ukończył Kaczyńską Wojskową Wyższą Szkołę Lotniczą Pilotów i następnie do 1937 był w niej instruktorem. Od 1937 był lotnikiem w Leningradzkim Okręgu Wojskowym. 
Od listopada 1939 do marca 1940 uczestniczył w wojnie z Finlandią jako dowódca eskadry 7 pułku lotnictwa myśliwskiego, wykonując 46 lotów bojowych myśliwcem I-16 i osłaniając bombowce atakujące fińskie lotniska i wojska. W walkach powietrznych strącił osobiście 2 i w grupie 1 samolot przeciwnika. 
Później uczył się w Akademii Sił Powietrznych w Monino.
Od lipca 1941 brał udział w wojnie z Niemcami jako dowódca 42 pułku lotnictwa myśliwskiego (od marca 1944: 133 gwardyjskiego pułku lotnictwa myśliwskiego), a od lipca 1944 do maja 1945 dowódca 130 Dywizji Lotnictwa Myśliwskiego. Walczył na Froncie Briańskim, Zachodnim, Leningradzkim, Kalinińskim, 1 Nadbałtyckim, 2 i 3 Białoruskim, wykonując loty bojowe samolotami Jak-1, Jak-7 i Jak-9 i odnosząc co najmniej 6 zwycięstw. Do 1946 dowodził dywizją w Moskiewskim Okręgu Wojskowym, w 1949 ukończył Wojskową Akademię Sił Powietrznych, służył w lotnictwie m.in. w Grupie Wojsk Radzieckich w Niemczech i Karpackim Okręgu Wojskowym, dowodził wojskami obrony przeciwlotniczej rejonu nadbałtyckiego (1951-1953) i kijowskiego (1953-1954). Następnie dowodził lotnictwem myśliwskim Kijowskiej Armii Obrony Przeciwlotniczej, 1955-1956 był zastępcą głównego doradcy Sił Powietrznych i Obrony Przeciwlotniczej w Bułgarii, a 1956-1958 dowódcą Sił Powietrznych Woroneskiego Okręgu Wojskowego. Od 1958 do 1973 dowodził 30 (od kwietnia 1968: 15) Armią Powietrzną w Nadbałtyckim Okręgu Wojskowym, 1973-1975 był konsultantem wyższej wojskowo-inżynieryjnej szkoły lotniczej w Rydze, w październiku 1975 został zwolniony do rezerwy w stopniu generała pułkownika. 
Mieszkał w Rydze, później w Moskwie. Został pochowany na cmentarzu garnizonowym w Monino. W 1966 otrzymał tytuł Zasłużonego Lotnika Wojskowego ZSRR.

## Odznaczenia
- Złota Gwiazda Bohatera Związku Radzieckiego (7 kwietnia 1940)
- Order Lenina (czterokrotnie)
- Order Czerwonego Sztandaru (trzykrotnie)
- Order Kutuzowa II klasy
- Order Wojny Ojczyźnianej I klasy
- Order Czerwonej Gwiazdy

I medale oraz odznaczenia zagraniczne.